# مری استینبرجن
مری استینبرجن (به انگلیسی: Mary Nell Steenburgen) هنرپیشه اهل ایالات متحده آمریکا است.وی برنده جایزه اسکار بهترین بازیگر نقش مکمل زن برای فیلم ملوین و هاوارد در سال در سال ۱۹۸۱ شده است.
وی در نیوپورت ایالت آرکانزاس زاده شد. مادرش در یک مدرسه و پدرش در راه‌آهن کار می‌کردند. وی در سال ۱۹۷۲ به نیویورک نقل مکان کرد و در آنجا تحصیلاتش را ادامه داد. مری اولین فیلمش را در سال ۱۹۷۸ بازی کرد.

## بخشی از فیلمشناسی
| سال  | عنوان                             | نقش                    | توضیحات |
| ---- | --------------------------------- | ---------------------- | ------- |
| ۱۹۸۰ | ملوین و هاوارد                    | لیندا وست دامار        |         |
| ۱۹۸۱ | رگتایم                            | مادر                   |         |
| ۱۹۸۲ | کمدی سکسی نیمه‌شب تابستانی         | ایدریان                |         |
| ۱۹۸۳ | کراس کریک                         | مارجوری کینان راولینگز |         |
| ۱۹۸۷ | آخر خط                            |                        |         |
| ۱۹۸۹ | پدر و مادری                       | کرن باکمن              |         |
| ۱۹۹۰ | بازگشت به آینده قسمت ۳            | کلارا کلیتون براون     |         |
| ۱۹۹۱ | زن قصاب                           |                        |         |
| ۱۹۹۳ | چه چیزی گیلبرت گریپ را آزار می‌دهد | بتی کارور              |         |
| ۱۹۹۳ | فیلادلفیا                         | بلیندا کوناین          |         |
| ۱۹۹۴ | کلیفورد                           | سارا دیویس             |         |
| ۱۹۹۵ | خانواده من                        | گلوریا                 |         |
| ۱۹۹۵ | نیکسون                            | هانا میلهاوس نیکسون    |         |
| ۲۰۰۱ | من سم هستم                        | دکتر بلیک              |         |
| ۲۰۰۳ | الف                               | امیلی هابز             |         |
| ۲۰۰۳ | خانه نوزادان                      | گایل                   |         |
| ۲۰۰۷ | شجاع                              | کارول                  |         |
| ۲۰۰۸ | پسر نوبل                          |                        |         |
| ۲۰۰۸ | برادرخوانده                       | نانسی هاف              |         |
| ۲۰۰۹ | در مه الکتریکی                    |                        |         |
| ۲۰۰۹ | خواستگاری                         | کاترین                 |         |
| ۲۰۱۱ | خدمتکاران                         | الین استاین            |         |
| ۲۰۱۳ | آخرین وگاس                        | دایانا                 |         |
| ۲۰۱۳ | افسانه شاهدخت کاگویا              | همسر بامبوشکن          | صداپیشه |
| ۲۰۱۵ | پیاده‌روی در جنگل                  | جینی                   |         |
| ۲۰۲۲ | باشگاه کتاب: فصل بعدی             |                        |         |